# Leucophyes pedestris
Leucophyes pedestris é uma espécie de insetos coleópteros polífagos pertencente à família Curculionidae.
A autoridade científica da espécie é Poda, tendo sido descrita no ano de 1761.
Trata-se de uma espécie presente no território português.